# Lvíče (román)
Lvíče je román Josefa Škvoreckého psaný v letech 1963–1967 a vydaný v roce 1969.
Román se skládá ze tří žánrových linií. Větší částí knihy se vzájemně proplétají milostný román a satira (s prvky klíčového románu), v závěru se vše proměňuje v detektivní příběh, který je plně rozveden až v posledních kapitolách. První české vydání knihy nese podtitul Koncové detektivní melodrama.
Děj, rozvržený do 17 kapitol, se odehrává převážně v pražském prostředí (s výjimkou Lednovy cesty do Medzihorence) na přelomu 50. a 60. let. Próza zahrnuje také tematiku židovskou, zároveň zevrubně představuje také soudobé poměry v knižním nakladatelství na přelomu 50. a 60. let a je též nástinem dobové atmosféry. Tato závažná sdělení autor záměrně skrývá za melodrama či detektivku, tedy žánry vnímané jako pokleslé, a to i z důvodu možného uniknutí dobové cenzuře.
Filmově byl román zpracován režisérem Václavem Gajerem v roce 1969 pod názvem Flirt se slečnou Stříbrnou.